# 1. tisíciletí

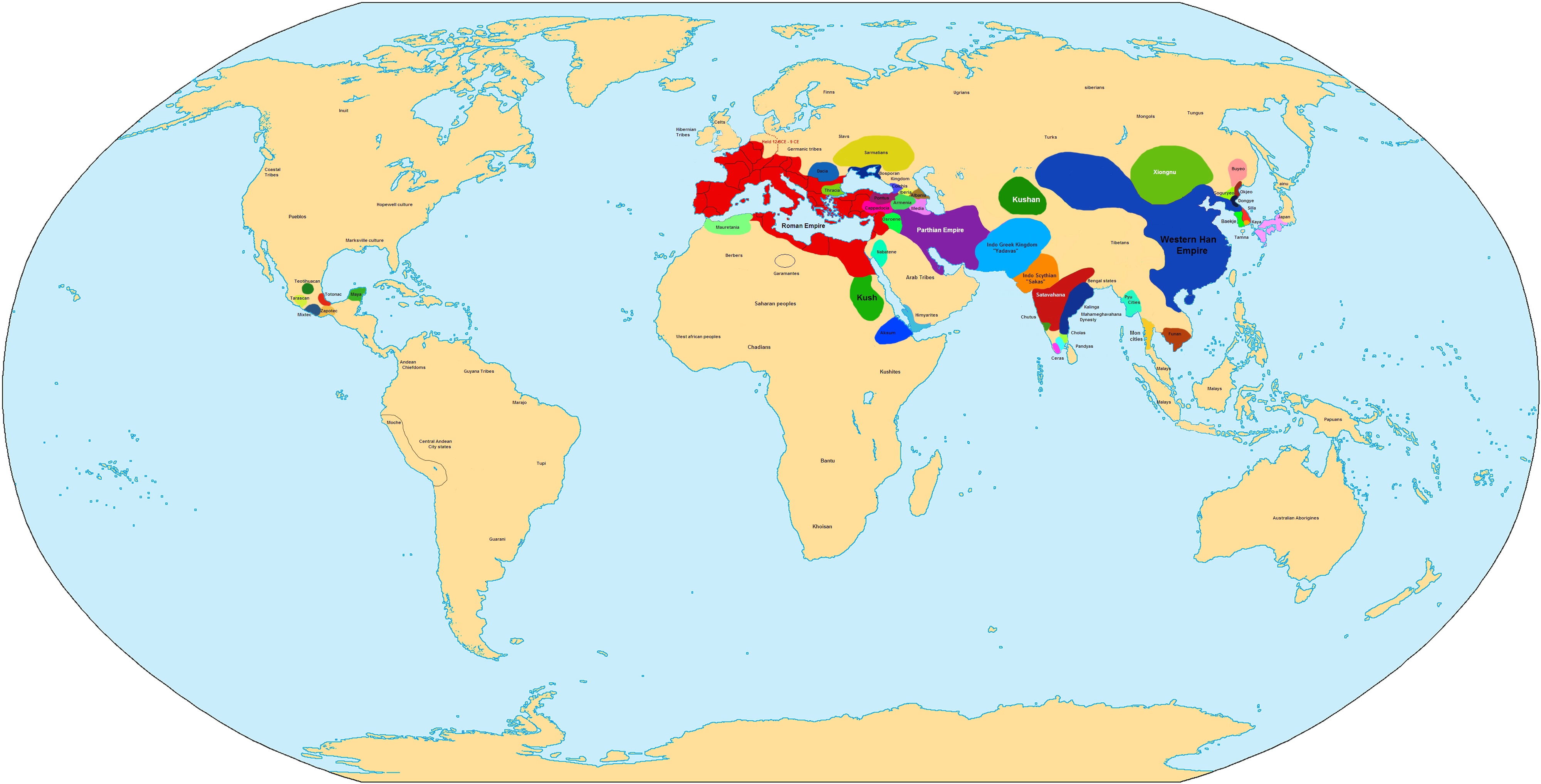
Svět na začátku 1. tisíciletí

1. tisíciletí představuje roky 1 až 1000 n. l.

## 1. století
- Římská říše se po nejistém a chaotickém období císařů Caliguly a Nerona pomalu přibližovala k maximu svého rozsahu, kterého dosáhla na konci století za císaře Trajána. Tehdy sahala od Británie až ke Kaspickému moři a zahrnovala i severní pobřeží Afriky.

## 2. století
- Římská říše dosáhla svého maxima. V druhé polovině století byla ohrožována germánskými kmeny, což zapříčinilo její úpadek.
- V Mexiku říše Toltéků zakládá město Teotihuacán.

## 3. století
- Gótové překračují Dunaj. Kolem roku 270 se rozdělují na Vizigóty a Ostrogóty.
- V Číně zaniká dynastie Chan.

## 4. století
Konstantin I. Veliký přesunul hlavní město Římské říše do Byzantionu. Od té doby se město jmenuje Konstantinopol.

## 5. století
- Vandalové nabírají na síle – v roce 439 dobývají Kartágo a v roce 455 dokonce Řím. Na vrcholu je říše Hunů pod vedením legendárního Attily. To a ještě další okolnosti přispívá k rozkladu Římské říše. Nástupcem je Byzantská říše.

## 6. století
- Germáni zakládají Franskou říši.
- Konstantinopol ohrožuje dýmějový mor.

## 7. století
- Mohamed začal šířit nové náboženství – islám. Kromě jiného to vedlo ke sjednocení Arábie.
- V České kotlině se zformoval první státní útvar – Sámova říše
- Končí období nazývané stěhování národů.

## 8. století
- Arabové velmi intenzivně rozšiřují islám, zejména v severní Africe a ve Španělsku.
- Vikingové zahajují dobyvačné plavby.

## 9. století
Velkomoravská říše byla jedním z nejmocnějších útvarů střední Evropy. Do této doby datujeme počátky českého písemnictví.

## 10. století
- Za záhadných okolností se rozpadla Mayská říše.
- Byzantská říše na vrcholu síly.